# Pipra fasciicauda
Pipra fasciicauda là một loài chim trong họ Pipridae.